# General Vedia
General Vedia est une localité argentine située dans la province du Chaco et dans le département de Doce de Octubre.